# Ludwig Wåhlberg
Ludwig Wåhlberg, zai, född 5 augusti 1997, är en svensk professionell Dota 2-spelare som spelar för Team Liquid.

## Karriär
Wåhlberg började sin karriär i spelet Heroes of Newerth där han spelade för lag som Trademark eSports och compLexity Gaming. Redan 14 år gammal vann Wåhlberg DreamHoN 2012. Året efter flyttade Wåhlberg över till Dota 2 och bildade ett lag med andra professionella HoN-spelare. I slutet av januari 2014 bytte Wåhlberg till support-rollen och blev upplockad av Evil Geniuses kort därefter.
Vid årsskiftet mellan 2014 och 2015 lämnade Wåhlberg Evil Geniuses för Team Secret, samtidigt bytte han från support-rollen till offlane-rollen.
Efter en 7-8 plats vid The International 2015, lämnade Wåhlberg Team Secret för att göra klart sina gymnasiestudier. Kort efter introducerade Valve nya regler till Dota 2-scenen som gjorde det möjligt för lag att ha en inhoppare redo vid varje turnering. Wåhlberg blev då upplockad av Evil Geniuses igen som inhoppare under tiden han gick klart gymnasiet. Efter Wåhlberg tog studenten blev han upplockad av Kaipi medan han fortfarande agerade inhoppare för Evil Geniuses.
Den 12 juni 2016 offentliggjordes det att Wåhlberg kom tillbaka till Evil Geniuses som aktiv spelare.
Efter dåligt resultat vid The International 2017 lämnade Wåhlberg Evil Geniuses för att bilda ett lag med PPD. Detta laget kom senare till att plockas upp av OpTic Gaming. Efter en 7-8 plats på The International 2018 valde OpTic Gaming att lägga ner sitt Dota 2 lag. Wåhlberg blev upplockad av Team Secret samma dag i september 2018. Wåhlberg spelade mellan 2018 och 2021 för Team Secret.
Den 3 november 2021 lämnade Wåhlberg Team Secret för att gå med i Team Liquid.